# Звієдріс Мірдза Едуардівна
Мірдза Едуардівна Звієдріс (1924, Валмієрський повіт, тепер Латвія — ?) — латиська радянський діячка, директор Кулдігської МТС Кулдігського району Латвійської РСР. Депутат Верховної ради СРСР 3—4-го скликань.

## Життєпис
Народилася в родині робітників. З семирічного віку наймитувала в заможних селян, пасла свині.
У 1941 році закінчила Раїнську середню школу в Ризі, працювала піонервожатою 25-ї ризької школи.
Під час німецько-радянської війни в 1941 році була евакуйована до Середньої Азії, де закінчила курси механізаторів в Ташкенті. З 1942 року працювала трактористкою Орджонікідзевської машинно-тракторної станції (МТС) Узбецької РСР. З осені 1942 року навчалася в річній школі механізації сільського господарства в Ташкенті, здобула фах слюсаря з ремонту тракторів. З 1943 року працювала комбайнеркою в Бухарській області Узбецької РСР.
Восени 1943 року отримала скерування до Інституту механізації сільського господарства в Москві, але розпочала навчання в Московській сільськогосподарській академії імені Тімірязєва, потім перевелася до Латвійської сільськогосподарської академії в Ризі, де в 1948 році здобула диплом агронома.
З 1948 року — агроном при лабораторії, старший агроном Кулдігської машинно-тракторної станції (МТС) Кулдігського району Латвійської РСР.
З грудня 1948 року — директор Кулдігської машинно-тракторної станції (МТС) Кулдігського району Латвійської РСР.
Член ВКП(б).
Подальша доля невідома.